# Oldřich Pštros
Oldřich Pštros (4. ledna 1903 Praha-Libeň – 18. října 1971 Praha) byl československý atlet – zápasník.

## Život
Narodil se v Praze do rodiny původem libeňského pekaře Františka Pštrose. Měl dva mladší bratry Jaroslava a Zdeňka. Vyrůstal na pražském Žižkově, kde začal s těžkou atletikou v klubu KA Bivoj. Prvních soutěží se účastnil od roku 1921. V roce 1924 si ve vylučovacích závodech zajistil účast na olympijských hrách v Paříži ve váze do 75 kg. V červenci prohrál v úvodním kole olympijské soutěže s Maďarem Sándorem Kónyim. V dalších dvou kolech však porazil Švýcara Julese Grandjeana a Francouze Émile Clodyho. Ve čtvrtém kole ho druhou porážkou v soutěži vyřadil Rakušan Viktor Fischer.
Od roku 1925 přestoupil do vyšší váhové kategorie do 82,5 kg. V lednu 1926 se bez vědomí svého klubu Bivoj a národního svazu ČsSTA účastnil s týmem AFK Stráž bezpečnosti mezistátního utkání v dánském Aarhusu. Za toto byl svazem potrestán ročním zákazem činnosti, který mu byl v dubnu zasedáním komise zrušen od 1. května..
V září 1927 získal svůj třetí titul mistra republiky ve váze do 82,5 kg v řadě. Začátkem října se však neúčastnil vylučovacích závodů pro listopadové mistrovství Evropy v Budapešti, kde v jeho váhové kategorii zvítězil slovenský Maďar Alexander Szabó v barvách Československa.

### Pštros vs. Szabó
Rivalita s Alexandrem Szabovem vyvrcholila v lednu 1928 v prvním kole vylučovacích závodů pražské župy pro olympijské hry v Amsterdamu. V inkriminovaném zápase se ujal vedení na body, když po křižném chvatu dostal Szabova do mostu. Ten však neprolomil a zápas pokračoval v taktickém duchu jeho pasivitou a pravidelným vyšlapováním z hrací plochy. Po skončení časového limitu rozhodčí Pštrosa vyhlásili vítězem. Szabó protestoval u jury, že zápas nebyl řízen podle mezinárodních pravidel a uspěl. K opakovanému zápasu však nedošlo, protože Pštros odmítl nastoupit. Závodní komise tak oba zápasníky z turnaje diskvalifikovala. V únoru na zasedání valné hromady ČsSTA byla diskvalifikace zrušena a oba dodatečně postoupili do celostátního vylučovacího závodu počátkem dubna. K dalšímu vzájemnému střetnutí mezi oběma zápasníky však nedošlo. Alexander Szabó v dubnu do Prahy nepřijel – po přísné diskvalifikaci z trucu odjel do svého dřívějšího působiště v maďarské Budapešti a za český klub a Československo již nikdy nenastoupil. Oldřich Pštros v prvním kole dubnového vylučovacího závodu utrpěl zranění ruky a byl z československé olympijské kvalifikace předčasně vyřazen. Na olympijských hrách v Amsterdamu tak ve váze do 82,5 kg reprezentoval Československo Josef Vávra bez větších šancí na olympijskou medaili.
Od roku 1929 zápasil na národní úrovni za sloučený žižkovský klub KA Žižkov 1897. Po skončení závodní činnosti v roce 1936 se věnoval trenérské práci v domácím oddíle. Zemřel v roce 1971.